# Alameda de Osuna
Alameda de Osuna és un barri de Madrid integrat en el districte de Barajas. Té una superfície de 197,03 hectàrees i una població de 20.474 habitants (2009). Limita al nord i oest amb Corralejos, a l'oest amb Palomas (Hortaleza), a l'est amb Aeropuerto i al sud amb Rejas i Rosas (San Blas-Canillejas). Està delimitat per l'Avenida de Logroño al nord, l'Avenida de la Hispanidad (Autopista M-14) al sud, els carrers San Severo i Riaño a l'est i els enllaços ferroviaris a l'oest.

## Divisió interna

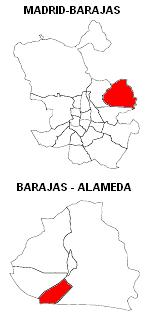
Ubicació d'Alameda de Osuna

El barri es divideix en les següents zones específiques:
- Capricho. Secció censal 001 llevat la seva zona nord-est
- Castillo. Secció censal 002 i dues mansanes al nord-est de la 001
- Rioja. Seccions censals 003 i 004
- Brezo. Secció censal 005
- Embajada. Secció censal 006
- Diana. Part oriental de la secció censal 007
- Bareco. Seccions censals 008 i 009 i part occidental de la 007
- Calabaza. Seccions censals 010 i 011
- Parqueluz. Seccions censals 012 i 013
- Motocine. Secció censal 014

## Població

### Evolució de la població
Evolució de la població des de 2004. Font: Padró INE
|      | Alameda de Osuna | Reste Districte | Total Districte | Municipi Madrid | Comunitat Madrid |
| 2004 | 19.423           | 21.200          | 40.623          | 3.099.834       | 5.804.829        |
| 2005 | 19.921           | 22.133          | 42.054          | 3.155.359       | 5.964.143        |
| 2006 | 20.222           | 22.480          | 42.702          | 3.128.600       | 6.008.183        |
| 2007 | 20.062           | 22.996          | 43.058          | 3.132.463       | 6.081.689        |
| 2008 | 20.284           | 23.667          | 43.951          | 3.213.271       | 6.271.638        |

### Piràmide de població
Piràmide amb dos màxims: un entre 60 i 64 anys corresponent als primers pobladors que amb edats entre 30 i 34, es van assentar al barri entre 1975 i 1980. I un altre màxim, entre 30 i 34 anys corresponent a fills de la primera generació i als instal·lats en les noves construccions de principis del Segle XXI.

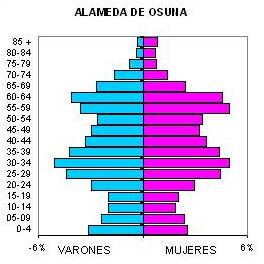
Font: Padró 2008 INE

### Residents estrangers
Tabla comparativa entre el municipi de Madrid i el barri Alameda de Osuna relativa a estrangers residents a 1 de gener de 2009

|                   | País de nacionalitat              | Madrid         | Alameda de Osuna | Diferència (%) |                      | País de nacionalitat                                                               | Madrid                                                                             | Alameda de Osuna                                                                   | Diferència (%)                                                                     |  |
|                   | Habitants                         | 3.287.630      | 20.549           |                | Equador              | EQUADOR                                                                            | 2,89%                                                                              | 0,35%                                                                              | -2,54%                                                                             |  |
|                   | Total                             | 100,00%        | 100,00%          | 0,00%          | Bolívia              | BOLÍVIA                                                                            | 1,32%                                                                              | 0,27%                                                                              | -1,05%                                                                             |  |
| Espanya           | Espanya                           | 82,51%         | 90,95%           | 8,44%          | Perú                 | PERÚ                                                                               | 1,25%                                                                              | 0,48%                                                                              | -0,77%                                                                             |  |
|                   | altres països i apàtrides         | 17,49%         | 9,05%            | -8,44%         | Colòmbia             | COLÒMBIA                                                                           | 1,13%                                                                              | 0,46%                                                                              | -0,67%                                                                             |  |
|                   |                                   |                |                  |                | República Dominicana | REPÚBLICA DOMINICANA                                                               | 0,72%                                                                              | 0,09%                                                                              | -0,63%                                                                             |  |
|                   | % d'estrangers                    | % d'estrangers | % d'estrangers   | % d'estrangers | Paraguai             | PARAGUAI                                                                           | 0,61%                                                                              | 0,26%                                                                              | -0,35%                                                                             |  |
| Marroc            | MARROC                            | 0,82%          | 0,07%            | -0,75%         | Brasil               | BRASIL                                                                             | 0,51%                                                                              | 0,23%                                                                              | -0,28%                                                                             |  |
| Senegal           | SENEGAL                           | 0,08%          | 0,00%            | -0,08%         | Argentina            | ARGENTINA                                                                          | 0,30%                                                                              | 0,47%                                                                              | 0,17%                                                                              |  |
| Mali              | MALI                              | 0,08%          | 0,00%            | -0,08%         | Veneçuela            | VENEÇUELA                                                                          | 0,29%                                                                              | 0,31%                                                                              | 0,02%                                                                              |  |
| Nigèria           | NIGÈRIA                           | 0,06%          | 0,03%            | -0,03%         | Cuba                 | CUBA                                                                               | 0,17%                                                                              | 0,10%                                                                              | -0,07%                                                                             |  |
| Guinea Equatorial | GUINEA EQUATORIAL                 | 0,05%          | 0,00%            | -0,05%         | Xile                 | XILE                                                                               | 0,16%                                                                              | 0,05%                                                                              | -0,11%                                                                             |  |
| Guinea            | GUINEA                            | 0,04%          | 0,00%            | -0,04%         | Mèxic                | MÈXIC                                                                              | 0,15%                                                                              | 0,11%                                                                              | -0,04%                                                                             |  |
|                   |                                   |                |                  |                | Estats Units         | ESTATS UNITS                                                                       | 0,13%                                                                              | 0,14%                                                                              | 0,01%                                                                              |  |
|                   | Principals nacionalitats d'Àfrica | 1,11%          | 0,11%            | -1,00%         | Hondures             | HONDURES                                                                           | 0,09%                                                                              | 0,06%                                                                              | -0,03%                                                                             |  |
|                   |                                   |                |                  |                | Uruguai              | URUGUAI                                                                            | 0,05%                                                                              | 0,01%                                                                              | -0,04%                                                                             |  |
| Romania           | ROMANIA                           | 1,86%          | 1,55%            | -0,31%         | Nicaragua            | NICARAGUA                                                                          | 0,04%                                                                              | 0,02%                                                                              | -0,02%                                                                             |  |
| Itàlia            | ITÀLIA                            | 0,49%          | 0,65%            | 0,16%          |                      |                                                                                    |                                                                                    |                                                                                    |                                                                                    |  |
| Bulgària          | BULGÀRIA                          | 0,41%          | 0,23%            | -0,18%         |                      | Principals nacionalitats d'Amèrica                                                 | 9,82%                                                                              | 3,40%                                                                              | -6,42%                                                                             |  |
| França            | FRANÇA                            | 0,36%          | 0,86%            | 0,50%          |                      |                                                                                    |                                                                                    |                                                                                    |                                                                                    |  |
| Polònia           | POLÒNIA                           | 0,31%          | 0,18%            | -0,13%         | Xina                 | XINA                                                                               | 0,83%                                                                              | 0,29%                                                                              | -0,54%                                                                             |  |
| Portugal          | PORTUGAL                          | 0,29%          | 0,21%            | -0,08%         | Filipines            | FILIPINES                                                                          | 0,28%                                                                              | 0,04%                                                                              | -0,24%                                                                             |  |
| Ucraïna           | UCRAÏNA                           | 0,24%          | 0,06%            | -0,18%         | Bangladesh           | BANGLADESH                                                                         | 0,12%                                                                              | 0,02%                                                                              | -0,10%                                                                             |  |
| Alemanya          | ALEMANYA                          | 0,19%          | 0,41%            | 0,22%          |                      |                                                                                    |                                                                                    |                                                                                    |                                                                                    |  |
| Regne Unit        | REGNE UNIT                        | 0,18%          | 0,26%            | 0,08%          |                      | Principals nacionalitats d'Àsia                                                    | 1,24%                                                                              | 0,36%                                                                              | -0,88%                                                                             |  |
| Rússia            | RÚSSIA                            | 0,06%          | 0,03%            | -0,03%         |                      |                                                                                    |                                                                                    |                                                                                    |                                                                                    |  |
| Països Baixos     | PAÏSOS BAIXOS                     | 0,06%          | 0,10%            | 0,04%          |                      | RESTA DE PAÏSOS(1)                                                                 | 0,87%                                                                              | 0,64%                                                                              | -0,23%                                                                             |  |
|                   |                                   |                |                  |                |                      |                                                                                    |                                                                                    |                                                                                    |                                                                                    |  |
|                   | Principals nacionalitats d'Europa | 4,45%          | 4,53%            | 0,08%          |                      | (1) Països amb menys de 1.000 residents s la ciutat de Madrid l'1 de gener de 2008 | (1) Països amb menys de 1.000 residents s la ciutat de Madrid l'1 de gener de 2008 | (1) Països amb menys de 1.000 residents s la ciutat de Madrid l'1 de gener de 2008 | (1) Països amb menys de 1.000 residents s la ciutat de Madrid l'1 de gener de 2008 |  |

## Política
Resultat de les eleccions generals espanyoles de 2008 al barri d'Alameda de Osuna i comparatiu amb la resta del Districte de Barajas, i els totals de districte, municipi i Comunitat de Madrid:
|       | Alameda de Osuna | Reste Districte | Total Districte | Municipi Madrid | Comunitat Madrid |
| PP    | 7.270            | 6.390           | 13.660          | 919.701         | 1.722.719        |
| PSOE  | 4.317            | 4.748           | 9.065           | 691.580         | 1.380.749        |
| UPYD  | 867              | 548             | 1.415           | 72.605          | 131.290          |
| IU-CM | 483              | 596             | 1.079           | 85.994          | 163.497          |
| Resta | 167              | 189             | 356             | 545             | 901              |
| TOTAL | 13.104           | 12.471          | 25.575          | 1.799.108       | 3.459.426        |
|       |                  |                 |                 |                 |                  |
|       | Alameda de Osuna | Resto Distrito  | Total Districte | Municipi Madrid | Comunitat Madrid |
| PP    | 55%              | 51%             | 53%             | 51%             | 50%              |
| PSOE  | 33%              | 38%             | 35%             | 38%             | 40%              |
| UPYD  | 7%               | 4%              | 6%              | 4%              | 4%               |
| IU-CM | 4%               | 5%              | 4%              | 5%              | 5%               |
| Resta | 1%               | 2%              | 1%              | 0%              | 0%               |
| TOTAL | 100%             | 100%            | 100%            | 100%            | 100%             |

## Història

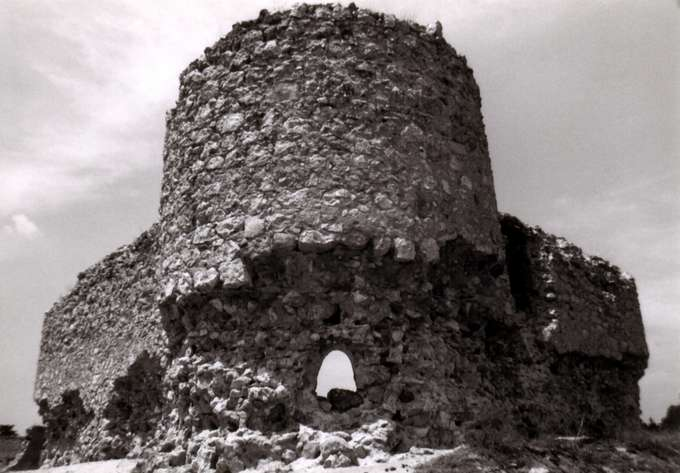
Castell dels Zapata

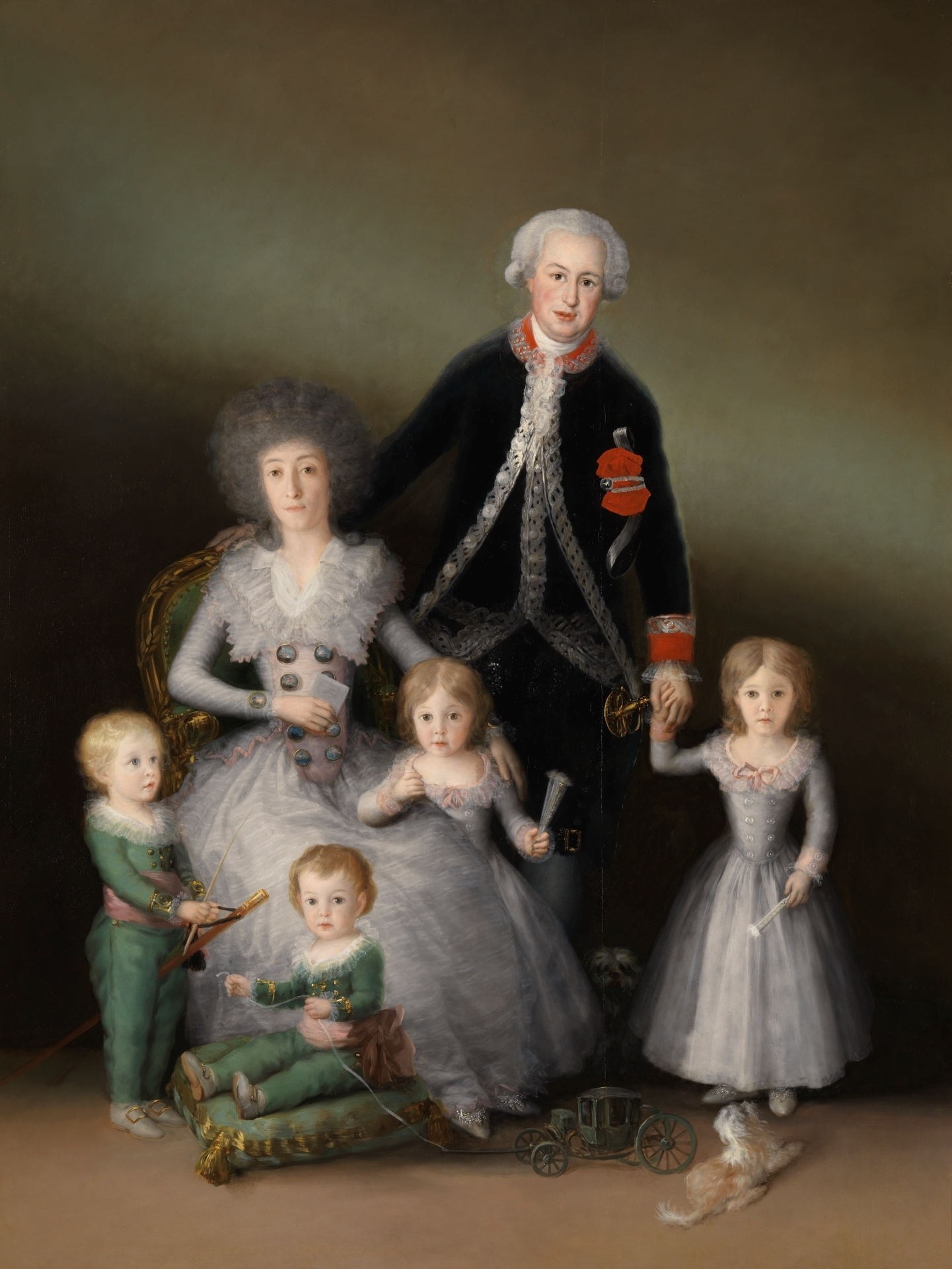
Els Ducs d'Osuna i llurs fills, per Francisco de Goya

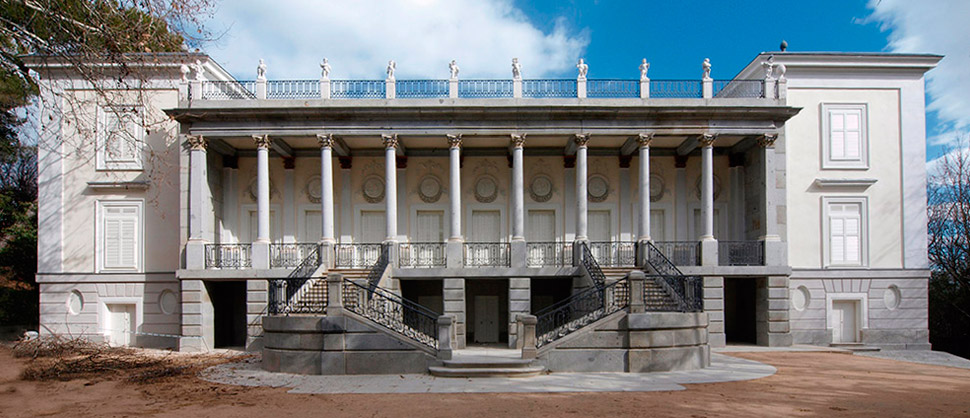
Palau dels Ducs d'Osuna

### Antiga i medieval
Es coneix un antic poble amb restes de l'Edat del Bronze, romans i de l'època medieval. L'origen de “La Alameda” està unit a l'existència del Castell dels Zapata, elevat sobre un petit promontori que donava visibilitat sobre una àmplia zona, fins al riu Jarama. S'estima que la població de la Alameda era d'unes 100 famílies entre els segles XV i XVI. Ja l'any 1579, la Vila de la Alameda tenia una església novament reedificada, d'una sola nau, molt alegre i vistosa, sota l'advocació de Santa Caterina d'Alexandria Verge i Màrtir,annexa de la parroquial de San Pedro de Barajas.

### Segles XVIII i XIX
Segle XVIII.- La zona va caure en decadència i els llogarets van començar a despoblar-se. El cadastre del marquès de la Ensenada demostra que en 1751 el castell ja estava abandonat. A la fi del segle xviii la vida de la Alameda es trobava totalment arruïnada i solament l'habitaven poques famílies els membres de les quals eren criats del comte de Barajas. La decadència de la vila era palesa i potser s'hagués despoblat per complet de no haver-se construït per aquesta època una sèrie de cases d'esbarjo que, edificades per famílies acomodades de Madrid, eren utilitzades com a lloc de repòs on passaven els estius i caps de setmana descansant fora de l'aglomeració urbana.
En 1782 esdevingué un incendi que va destruir parcialment Santa Catalina i a l'any següent es produeix un fet que va canviar el curs de la història de La Alameda: la compra al Comte de Priego d'una sèrie de terrenys i cases situats a poca distància del castell per Pedro Téllez Girón, novè duc d'Osuna, casat amb María Josefa Alonso y Pimentel. Les obres dels ducs i la influència que van tenir en la transformació de tota la zona circumdant van ser de tanta importància que l'antiga vila de “La Alameda” aviat seria coneguda com a “Alameda de Osuna”.
En 1792 la finca adquirida pels ducs ja comptava amb un magnífic palau i, per iniciativa de la duquessa uns esplèndids jardins, que són els que avui coneixem com el Parc del Capricho.
1835.- Se celebra la primera carrera de cavalls oficial a Espanya, al costat de la important quadra dels ducs d'Osuna.
Principis del Segle XIX.- Part dels materials de construcció del castell s'empren en la construcció del Panteó de Fernán Núñez, família en la que havia recaigut per herència el comtat de Barajas. Pel 1880 el municipi de La Alameda és integrat en el municipi de Madrid.

### Segle XX
1931.- La inauguració el 22 d'abril de 1931 de l'Aeroport de Madrid-Barajas condicionarà fortament el posterior desenvolupament urbanístic del barri.

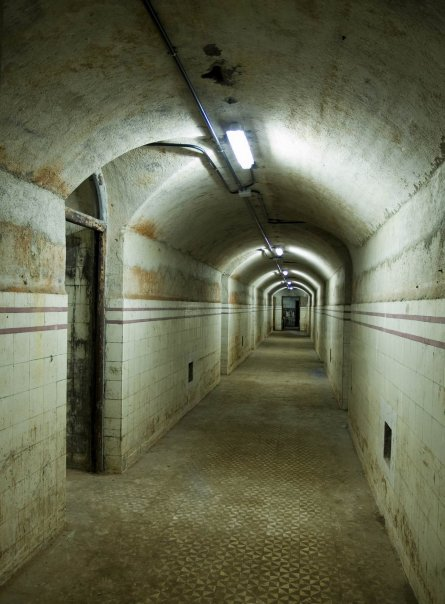
Túnels de la Posició Jaca

1936-1939.- Guerra Civil Espanyola. La "Posició Jaca" va ser un búnquer construït dins del Parc del Capricho a la fi de 1936 per albergar la Caserna General de la Defensa de Madrid dirigida pel general José Miaja Menant, així com al seu estat major dirigit pel llavors tinent coronel Vicente Rojo Lluch. La raó de construir la Posició Jaca a Alameda de Osuna va ser per tractar-se de la zona més a l'Est de Madrid i, per tant, més allunyada del front que es trobava a la Ciutat Universitària i la Casa de Campo. Es van construir també, a més del búnquer del Capricho, les dues garites de maó que encara existeixen al començament del Passeig de la Alameda de Osuna al costat de la via de servei de la N-II. Aquestes eren les garites dels sentinelles a l'entrada de la Caserna General. Al final de la guerra la Posició Jaca va ser de vital importància, i s'hi va decidir la rendició de l'Exèrcit Republicà i la fi de la Guerra Civil.
Anys 40 i 50.- S'estableixen novament finques d'esbarjo de ciutadans procedents de Madrid 
1949.- El municipi de Barajas de Madrid és annexionat al de Madrid com a part del districte de Chamartín. El municipi de La Alameda havia estat annexionat a Madrid al segle xix.
1959.- Inauguració del Motocine, segon més gran d'Europa, amb 600 places d'aparcament. Va tancar als pocs anys, quedant la pantalla de formigó molt de temps dempeus. En aquesta gran esplanada, hi havia una remonta de cavalls i era lloc de jocs i pràctiques de bicicleta i de cotxes.
Any 1964.- Inauguració de la “Vía de la Gasolina” que enllaça l'Estació d'O'Donnell amb l'Aeroport. Deixà d'usar-se als anys 90.

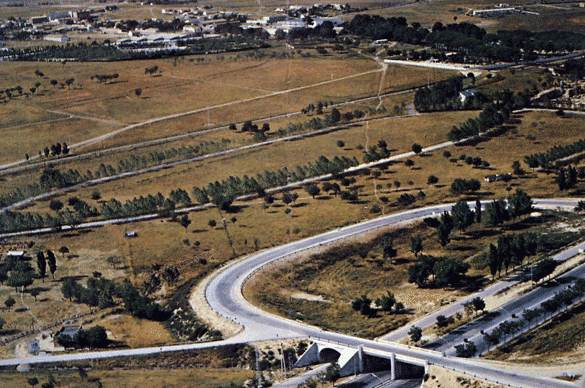
Foto Aèria de la zona oriental d'Alameda de Osuna en 1969

Anys 60-70.- Construcció d'habitatges destinats principalment a treballadors de l'Aeroport de Barajas, convertint-se en un barri modern i residencial, amb amplis espais oberts i zones verdes i amb una població majoritàriament formada per joves famílies de classe mitjana que gaudien dels avantatges de viure en el camp gaudint de la proximitat de la ciutat, o bé de viure a la ciutat però una mica apartat de les incomoditats d'una gran urbs. destaquen les accions urbanístiques de les empreses Cantàbria, Conjunt Residencial Barajas (BARECO) i Parqueluz.
1987.- En la reestructuració del municipi de Madrid de 1987, el barri d'Alameda de Osuna passa a formar part del Districte 21, Barajas 
Anys 80 i 90.- Promocions de xalets adossats d'alt i mitjà standing, amb superfícies superiors als 200 m².

### Segle XXI
2001 a 2004.- Construcció d'urbanitzacions de luxe d'habitatges plurifamiliars

2004 a 2006.- Desaparició total dels sorolls de l'Aeroport en construir-se la Terminal 4 i inauguració de les estacions de metro El Capricho i Alameda de Osuna (Línia 5)

2006 a 2008.- Desmantellament de la “Via de la Gasolina” i construcció en el seu lloc de la Via Verda Ciclista.

## Transports

### Metro de Madrid
Té dues estacions dins del barri des de 2006.
- El Capricho: aten a la zona sud del barri d'Alameda de Osuna (Parqueluz). 40° 27′ 10″ N, 3° 35′ 39″ O / 40.452891°N,3.594203°O
- Alameda de Osuna: aten a la part septentrional del barri. 40° 27′ 24″ N, 3° 35′ 14″ O / 40.456687°N,3.587304°O

## Veïns del barri
- Membres del Ducat d'Osuna
- Enrique Gracia (escriptor y divulgador cultural)
- Alfonso Ussía (poeta i escriptor)
- Sofía Mazagatos. Miss Espanya 1991
- Isabel Pino.[5] Pintora
- Alejandro Amenábar. Director de Cinema, guanyador d'un oscar
- Virginia Ruano. Tenista
- Rubén Pozo Prats (Rubén) i José Miguel Conejo Torres (Leiva), integrants del grup Pereza
- Manuel Antonio Rico. Periodista
- Juan José Millás. Escriptor
- Julián Lago. Periodista
- Coque Contreras. Ex-futbolista; porter del Rayo, Reial Madrid, Màlaga, Betis i Cadis.
- Fabio McNamara. Cantant
- Marta Reyero. Periodista